# Zbyněk Matějů
Zbyněk Matějů (* 1. května 1958 Rychnov nad Kněžnou) je český hudební skladatel.

## Život
Po maturitě na gymnáziu studoval skladbu na Pražské konzervatoři u Jindřicha Felda. Pokračoval na Hudební a taneční fakultě Akademie múzických umění u Jiřího Pauera a v rámci interní aspirantury u Jiřího Dvořáčka a Svatopluka Havelky. Stal se profesorem na konzervatoři.
V roce 1993 dostal zakázku na skladbu pro francouzský Ensemble Fractal a po jejím úspěšném provedení získal pozvání k přednáškám na konzervatoři v Chinon a na universitě v Tours. Po návratu do Čech byl v letech 1998–2000 ředitelem Základní umělecké školy v Praze. Po roce 2000 se věnoval výhradně skladatelské činnosti.
Za svou tvorbu získal mnoho ocenění doma i v zahraničí. V roce 1994 zvítězil v soutěži na baletní dílo v Amsterdamu (Donauballet, premiéra v roce 1995 v Nederland Dans Theater), téhož roku získal Prix Radio Bohemia, v roce 1997 byl vybrán k přepracování a dokomponování opery Ezio od J.A. Hasseho pro festival v Bayreuthu k znovuotevření opraveného Markrabského divadla. Úvodní část díla v roce 2024 nahrál a uvedl na koncertech Symfonický orchestr Bavorského rozhlasu.
V roce 1999 obdržel Matějů prostřednictvím České hudební rady (UNESCO) cenu za dosavadní práci na poli hudebního divadla...
V roce 2011 zvítězil v konkurzu na místo ředitele Filharmonie Brno. Na konci října 2012 na funkci z rodinných důvodů rezignoval s tím, že filharmonii povede do 30. listopadu.
Kromě kompoziční činnosti přednáší na hudební fakultě JAMU na katedře skladby a hostuje v zahraničí (univerzita v Denveru a v Richmondu). Od roku 2015 trvale spolupracuje s Los Angeles Chamber Ballet (premiéry v Luckman Theatre v LA).
Na objednávku nakladatelství Routledge napsal (2021) s kolegou Samem McGuirem z univerzity v Denveru knihu The Art of Digital Orchestration, která vyšla v roce 2022 v Londýně a New Yorku.
Je ženatý s harfenistkou Národního divadla Barborou Váchalovou a spolu mají tři děti.

## Dílo

### Opery
- Anička skřítek a slaměný Hubert. Celovečerní dětská komorní opera podle Vítězslava Nezvala (1987)
- Ezio (volně podle barokní opery Johanna Adolfa Hasseho), objednávka pro Hudební slavnosti v Bayreuthu (1997)
- Bylo nás pět.  Opera na námět Karla Poláčka, libreto Arnošt Goldflam (2001)
- Velký Gatsby (volně podle Fitzgeralda – objednávka Státní opery Praha)
- Watch Your Pantry (anglic. komorní celoveč. opera na libreto Y. Kaldiho)

### Balety
- Pierot (1984, arpa solo) – VUS, Nyon (Švýcarsko)
- Fobie (1984, 3 tr. , piano, percuss) – VUS, Nyon (Švýcarsko)
- Vila mystérií (1985, fl. , vl. , vla, piano) – Brooklyn Dance Theatre (NY, USA)
- Kořeny. Balet pro symfonický orchestr a elektroniku – Paříž (1992)
- Secret Life (Tajný život). Pro komorní orchestr, objednávka Holland Dance Fest., prem. Nederland Dans Theater, Den Haag, choreogr. M. Müller (1995)
- Komboloi. Hudba k baletu pro komorní orchestr, libreto Tomáš Vondrovic, choreografie Petr Zuzka, objednávka PKB (1997)
- Čaroděj ze země Oz. Baletní pohádka na námět ze stejnojmenné knihy Lymana F. Bauma, libreto Jiří Středa, objednávka ND Brno (1998)
- Golem. Taneční divadlo na námět staropražské židovské pověsti, libreto Pavel Šmok, PKB, Státní opera Praha (2001)
- IBBUR aneb Pražské mystérium. Taneční drama, objednávka ND v Praze, choreogr. P. Zuska (2004)
- Zahrada – na motivy knihy J Trnky, libreto Jiří Středa, choreogr. A. Pešková, objednávka DJK v Plzni (2006)
- Kevel (experimentální balet ve spolupráci s choreografem Janem Kodetem, (2006)
- Čarodějův učeň (na objednávku ND v Praze) – libreto režij. duo SKUTR, choreogr. Jan Kodet (2013)
- Still Life (na objednávku Los Angeles Chamber Ballet) – choreogr. Raiford Rogers (2015)
- Malá mořská víla (na objednávku ND v Praze), libreto SKUTR dle Andersena, choreogr. Jan Kodet (2016)
- Joshua Tree Symphony (na objednávku Los Angeles Chamber Ballet) – choreogr. Raiford Rogers (2017)
- Three Stones Concerto (na objednávku Los Angeles Chamber Ballet) – choreogr. Raiford Rogers (2019)
- Princezna Hyacinta (na objednávku Divadla F.X.Šaldy v Liberci), přepracovaný pův.balet O.Nedbala na libreto K.Hanáčkové, choreogr. Marika Blahoutová (2023)
- Seeds of Rain (složený večer z hudby Zbyňka Matějů a Phil. Glasse) – Los Angeles Chamber Ballet, choreogr. Raiford Rogers (2023)

### Vokální skladby
- Čtyři písně pro dětský sbor (1981)
- Detrimentum pacior pro dívčí sbor (1983)
- Zahrada vodních slastí (hudba k fontáně v Mariánskýcn Lázních) pro smyčcový kvartet, soprán, flétnu, lesní roh a dvě harfy (1984)
- Písně pro Lenku (1985)
- Zahrada lásky, pět písní pro soprán a violoncello (1985)
- Přísloví pro soprán, harfu a smyčcový kvartet (1986)
- Verše o růži pro smíšený sbor (1987)
- Dona Nobis Pacem, pro mezzosoprán, klavír, čtyři hráče na bicí, pět smyčcových nástrojů sólo a smyčcový orchestr na výňatky z latinských mešních textů (1989)
- Ein Mensch, pro smíšený sbor s anti-mottem z „Ecce Homo“ F. Nietzsche, na latinské texty Starého zákona (146. žalm) (1989)
- Alleluia, pro soprán, harfu, tibetské mísy a varhany, /nebo/ pro soprán, harfu a syntetizér (1992)
- Kulihrášek, 13 písní pro děti ze scénické hudby ke stejnojmenné hře (1994)
- Zahrada nebeského ticha, na latinský a anglický text (Starý zákon – kniha „Ecclesiastes“; „Time“ – báseň Thomase Watsona), pro hlas a komorní orchestr (1997)
- Requiem pro soprán a orchestr (2014)

### Orchestrální skladby
- Concerto pro housle a orchestr (1982)
- Evokace. Symfonie pro orchestr (1984)
- Sinfonia brevis pro symfonický orchestr (1985)
- Okna s anděly pro smyčcový orchestr (1986)
- Pst!  Capriccio pro komorní orchestr s koncertantní harfou (1988)
- Obyčejná symfonie. Symfonie-balet na motivy hry bratří Čapků Ze života hmyzu pro smyčcový orchestr (1990)
- Uprostřed léta. Impromptu pro harfu a komorní orchestr (1991)
- Čaroděj ze země Oz. Suita z baletu (1998)
- Gooseberry Concerto pro basklarinet a smyčcový orchestr (1999)
- Imagine That (2013) suita z baletu Krabat na objednávku intendanta festivalu Schloss Kirchstetten (Rakousko)
- Tabularium (2013) pro sólový basklarinet)
- Still Life (2014) koncertní skladba pro sólové violoncello, smyčcový orchestr, vibrafon a crotali
- Joshua Tree Symphony (2017) – na objednávku z Los Angeles
- Zion Symphony (2019) – na objednávku z Los Angeles
- Three Stones Concerto – pro klavír a smyčce (2019) – na objednávku z Los Angeles
- Virus (Wir – Us) – koncert pro violu a komorní orchestr, na ojednávku Symfonického orchestru Českého rozhlasu (2020)
- Split Dreams – dvojkoncert pro harfu, klavír a smyčce (2021)
- Gap to Heavens – pro symfonický orchestr a zvukové drony – na objednávku Archeolog. muzea (2022)

### Komorní hudba
- 1. smyčcový kvartet (1981)
- Divný den. Dechový kvintet (1982)
- Self – portrait pro klavír (1983)
- Hudba pro pampelišky pro sólovou harfu (1983)
- Serenáda pro kytaru (1984)
- Hudba pro mou holku. Saxofonový kvartet (1985)
- Flirt pro 2 kytary (1985)
- Postavy, hory, nebe, hvězda a ptáci pro varhany (1987)
- Kejklíř pro violu a harfu (1987)
- Jen tak pro cembalo (1987)
- Smorfia (Škleb)  pro klarinet a klavír (1988)
- Et cetera pro flétnu, klarinet, housle, violu, violoncello, klavír a bicí nástroje (1989)
- Řídce obydlená krajina pro harfu, violoncello a jednoho hráče na bicí nástroje (1990)
- Podobenství (Parable)  pro violu sólo (1990)
- Stéla zapovězení pro klarinet a harfu (1991)
- Receptář barevného dřevorytu pro sólovou harfu (1991)
- Alleluja pro soprán, harfu, tibetské mísy a varhany nebo pro soprán, harfu a syntezátor (1992)
- Závoj pro flétnu, harfu a syntezátor (1993)
- Relativní klid pro 14členný komorní soubor (1993)
- Ne, děkuji pro hoboj, klarinet, fagot a klavír (1993–1994)
- Saxomania pro sólový altsaxofon (1994)
- Bláznivá Markéta pro violoncello sólo (1995)
- Capriccio pro flétnu, klarinet, housle, violu, violoncello a klavír (1996)
- Mechanika nebeského ticha pro komorní soubor (1996)
- Mystery play pro saxofonový kvartet a snadné bicí (1999)
- Tichá posloupnost pro flétnu, klarinet, violu, violoncello a klavír (1999)
- Strašpytýlek, hudba k loutkové pohádce (1997)
- 'TO-Y pro jednu nebo 2 irské harfy
- LA-LALA pro harfu (povinná skladba mez. harfové soutěže)
- CAMPANA DEI pro soprán, harfu a varhany – na objednávku Jana Kolowrata Krakowského k otevření zámeckého kostela Nejsv. Trojice (2023)

### Hudba pro film a televizi
- Dynamit (1989);
- Jak se diví divočák (1990);
- Někde je možná hezky (1991)
- Lekce Faust (1993);
- O Šedivcovi (1994);
- Jak chutná smrt 1995)
- Křížová cesta (1995);
- Drákulův švagr (1996);
- Romeo, Julie a tma (1997);
- Vše pro firmu (TV film, 1998)
- Genij vlasti (TV film, 1998)
- Křehké touhy (studentský film, 1998)
- Na zámku (TV film, 2000)
- Případy detektivní kanceláře Ostrozrak (TV seriál, 2000)
- Vůně vanilky (2001);
- Vyvraždění rodiny Greenů (2002).
- Probuzená skála (TV film, 2003)
- Povodeň (TV film, 2005)
- Maharal – Tajemství talismanu (film a posléze i TV seriál, 2007)
- Malý král (TV seriál, 2007)
- O kominickém učni a dceři cukráře (TV film, 2007)
- Operace Silver A (TV film, 2007)
- Česká mše vánoční (část hudby k anim. filmu, 2007)
- BrainStorm (TV film, 2008)
- Žížaláci (TV seriál, 2009)
- Strážce duší (TV seriál, 2008)
- Poutní píseň (animovaný a trikový film, 2009)
- Venku (TV film, HBO, 2011)
- Helga L-520 (TV trik. fil, 2011)
- Na dně skleničky (TV film, 2014)
- Cesta ze dna (TV seriál, 2014)
- Transport R (anim. a trik. film, 2015)
- První sníh (anim. student. film, 2015)